# 前390年
| 千纪： | 前1千纪 |
| 世纪： | 前5世纪 \| 前4世纪 \| 前3世纪 |
| 年代： | 前420年代 \| 前410年代 \| 前400年代 \| 前390年代 \| 前380年代 \| 前370年代 \| 前360年代                                                                                               |
| 年份： | 前395年 \| 前394年 \| 前393年 \| 前392年 \| 前391年 \| 前390年 \| 前389年 \| 前388年 \| 前387年 \| 前386年 \| 前385年                                                                 |
| 纪年： | 周安王十二年 魯穆公二十六年 齊康公十五年 晉烈公二十六年 趙武侯十年 魏武侯六年 韓烈侯十年 秦惠公十年 楚悼王十二年 宋休公六年 衛慎公二十五年 鄭康公六年 燕後簡公二十五年 越王翳二十一年 |

## 大事记
- 高卢人击败羅馬，侵入罗马城。一支由布倫努斯(Brennus)所率領的凱爾特人（被羅馬人稱為高盧人）攻下了羅馬城，燒殺擄掠，只差最後在卡比特山上的要塞沒有攻下，圍困數月後撤兵，留下殘破的羅馬城待重建。
- 齊伐魏，取襄陽。
- 魯敗齊於平陸。

## 出生
- 商鞅，中国战国中期思想家、政治家、军事家、改革家（前338年被处死）。

## 逝世
- 墨子，中国哲学家（出生于前476年左右，详细年日不清）。